# Potentilla visianii
Potentilla visianii är en rosväxtart som beskrevs av Pancic. Potentilla visianii ingår i Fingerörtssläktet som ingår i familjen rosväxter. Inga underarter finns listade i Catalogue of Life.